# Клинково (Наговское сельское поселение)
Клинково — деревня в Старорусском районе Новгородской области в составе Наговского сельского поселения.

## География
Находится в южной части Новгородской области на расстоянии приблизительно 10 км на запад по прямой от железнодорожного вокзала города Старая Русса.

## История
Была отмечена еще на карте 1847 года как Климкова. В 1908 году здесь (деревня в Старорусском уезде Новгородской губернии) было учтено 20 дворов.

## Население
Численность населения: 170 человек (1908 год),  33 (русские 100%) в 2002 году, 26 в 2010.